# Columbianum pearsei
Columbianum pearsei är en mångfotingart som först beskrevs av Chamberlin 1923.  Columbianum pearsei ingår i släktet Columbianum och familjen Siphonophoridae. Inga underarter finns listade i Catalogue of Life.